# Madonna del Rosario (Cavagna)
La Madonna del Rosario è un dipinto olio su tela eseguito da Gian Paolo Cavagna per la chiesa di San Giovanni di Malpaga frazione di Cavernago.

## Storia
La chiesa di San Giovanni Battista di Malpaga edificata per volontà del condottiero Bartolomeo Colleoni nel 1456, dopo che ebbe acquistato il castello, e per questo godeva del giuspatronato della famiglia Colleoni. Con la morte del condottiero e il passaggio per eredità alla famiglia Martinengo Colleoni, aveva, infatti, il Colleoni avuto solo figlie femmine che sposando personaggi della bresciana famiglia Martinengo avevano acquisito per i propri figli i due cognomi formando il ramo della famiglia Martinengo Colleoni. Questa mantenne i diritti sui beni, e il giuspatronato anche della chiesa con quella intitolata a San Marco di Cavernago. I coniugi avevano fatto affrescare dal Cavagna anche il lato a ovest con gli stemmi del castello di Cavernago.
Nel primi anni del Seicento era il condottiero Francesco Martinengo Colleoni a godere del giuspatronato e con la moglie Beatrice Langosco intraprese lavori di ristrutturazione all'edificio religioso di San Marco, è, infatti, indicato nel testamento del 1607 di Beatrice la volontà di commissionare un quadro che la raffigurasse con la famiglia, indicando espressamente l'edificio di culto presenta a Cavernago. Il dipinto fu probabilmente eseguito poi per la chiesa di Malpaga, chiesa che i nobili potevano ammirare dalla torre del castello.
Negli ultimi anni del Settecento con la ristrutturazione della chiesa il dipinto fu posto su di un muro che chiudeva la cappella privata, e l'altare fu completato con la statua della Vergine vestita. Solo nel 1933 la pala d'altare tornò ad adornare quello maggiore, tornando alla collocazione originale.

## Descrizione
Il Cavagna era controriformista, la sua attività segue quella del Moroni di cui subì l'influenza, come della pittura veneziana. 
Il dipinto raffigura una sacra conversazione, la Madonna col Bambino posto sul suo grembo, è collocata su un trono di bianche nuvole ed è avvolta da una luce dorata. Dalle nubi bianche che fanno da corona intorno a lei spuntano i volti di ben cinque putti alati. 
A livello inferiore i santi Domenico di Guzman e Pietro da Verona entrambi con indossi gli abiti dei domenicani. Tra i due santi vi è un paesaggio, probabilmente di Cavernago e nella parte inferiore vi sono raffigurati tutti i personaggi della famiglia di Francesco Martinengo Colleoni. 
Di facile identificazione vi sono Francesco che indossa abiti scuri di taglio seicentesco. Di fronte, la moglie Beatrice Langosco che commissionò l'opera; anche lei indossa ampi abiti neri e un velo nero le copre il viso e le spalle. Francesco si presenta con le braccia abbassate e le mani aperte mentre la donna ha le mani giunte in preghiera. Intorno a loro cinque personaggi che potrebbero essere i figli, considerato che avevano avuto sei figli ma uno era morto infante, o forse anche un nipote.